# 根栽農耕
根栽農耕（こんさいのうこう）とは、紀元前1万3,000年頃に東南アジアの潤湿地帯においてサトウキビやタロイモ、ヤムイモ、バナナなどの栽培によって始まった原始的な農耕である。農業形態としては最古に属すものと推定される。東南アジアで始まり、ミクロネシアやポリネシア、インド、中国を経て沖縄等に伝わったとされている。
焼畑を基本として、根や茎を土に埋めて栽培するため、生産力や人口支持力が低い。